# Romolo
Romolo (in latino Romulus, in greco antico: Ῥωμύλος?, Rōmýlos; Alba Longa, 24 marzo 771 a.C. – Roma, 5 o 7 luglio 716 a.C.), gemello di Remo, è il nome della figura leggendaria a cui la tradizione annalistica attribuiva la fondazione di Roma e delle sue principali istituzioni politiche, nonché il ruolo di primo re della città e l'origine del toponimo. La sua storicità è oggetto di dibattito da parte degli studiosi dall'inizio del XIX secolo, così come l'inizio della tradizione letteraria sulla sua figura.
Di origini latino-sabine, figlio – a seguito di un rapporto estorto con la forza – del dio Marte e di Rea Silvia, figlia di Numitore, re di Alba Longa, secondo la tradizione fondò Roma tracciandone il confine sacro, il pomerio, il 21 aprile 753 a.C. In tale occasione uccise il fratello gemello Remo, reo di aver varcato in armi il sacro confine; tale fratricidio è stato sovente evocato come segno violento della necessaria unicità del potere regale. Una volta costruita la città sul colle Palatino, egli invitò criminali, schiavi fuggiti, esiliati e altri reietti a unirsi a lui con la promessa del diritto d'asilo. Così facendo, Romolo popolò cinque dei sette colli di Roma, rapendo poi le donne ai vicini Sabini della città di Cures, così da dare delle mogli ai suoi uomini; ciò provocò una guerra tra i due popoli, che alla fine si risolse con una pace con i Sabini che poterono insediarsi sul vicino colle del Quirinale con il loro re, Tito Tazio, che condivise con Romolo il potere per cinque anni.
Romolo divise il popolo tra coloro che potevano combattere e coloro che non potevano farlo. Scelse 100 tra i più nobili cittadini per formare il Senato, tanto che i loro discendenti andranno a costituire l'élite nobiliare della Repubblica. Romolo istituì anche i comizi curiati, a cui spettava il compito di ratificare, tra le altre cose, le leggi. Romolo condusse, quindi, diverse guerre di conquista. A lui risale la divisione della popolazione patrizia nelle 3 tribù di Tities, Ramnes e Luceres – a loro volta suddivise in dieci curie ciascuna – le quali dovevano in caso di pericolo fornire all'esercito romano un contingente militare costituito da cento fanti e dieci cavalieri, per un totale complessivo di 3 000 fanti e 300 cavalieri. Dopo aver regnato per 36 anni, Romolo, secondo la leggenda, fu rapito in cielo durante una tempesta. Secondo i suoi stessi desideri, una volta morto fu divinizzato nella figura di Quirino, dio sabino venerato sul Quirinale.

## Leggenda

### Origini familiari
Secondo la leggenda Romolo e Remo erano figli di Marte e di Rea Silvia, sacerdotessa vestale figlia del re di Alba Longa, Numitore, diretto discendente di Enea. Romolo era quindi per parte materna di stirpe reale albana. Plutarco racconta che un certo Lucio Taruzio, matematico, astrologo ed amico di Marco Terenzio Varrone (l'autore del De lingua Latina), aveva calcolato il giorno esatto in cui i due gemelli furono concepiti (24 giugno del 772 a.C.) e nacquero (24 marzo del 771 a.C.).
Dopo la fuga da Troia, Enea giunge nel Lazio e viene accolto dal re Latino, che gli fa conoscere sua figlia Lavinia. Enea se ne innamora, ma la fanciulla era già promessa a Turno, re dei Rutuli. Il padre di Lavinia ascolta le intenzioni di Enea ma temendo una vendetta da parte di Turno si oppone ai suoi desideri. La disputa per la mano della fanciulla diventa una guerra, a cui partecipano le varie popolazioni italiche, compresi Etruschi e Volsci; Enea si allea con le popolazioni di origine greca stanziate nella città di Pallante sul Palatino, regno dell'arcade Evandro e di suo figlio Pallante. La guerra è molto sanguinosa (subito muore Pallante ucciso da Turno), e per evitare ulteriori vittime si decide che la sfida fra Enea e Turno dovrà risolversi in un combattimento tra i due "comandanti" e pretendenti. Enea ha il sopravvento, sposa Lavinia e fonda la città di Lavinium (l'odierna Pratica di Mare).
Ben diversa la versione di Livio nei capitoli 1 e 2 del I libro della sua "Ab Urbe Condita" (il titolo è traducibile dal latino con "dalla Fondazione di Roma"). I Troiani nel loro peregrinare arrivano nell'agro Laurente e dopo uno scontro Enea addiviene a un patto d'alleanza con il re Latino e ne sposa la figlia, Lavinia, e fonda la città di Lavinio dal nome della moglie. Dal loro matrimonio nasce Ascanio. Turno, re dei Rutuli, a cui era stata promessa in sposa Lavinia, dichiara guerra ai Latini, come si chiamano le genti del luogo dopo il patto. I Latini hanno la meglio ma Enea muore combattendo.

### Infanzia e adolescenza
Dopo trent'anni, Ascanio (detto anche Iulo) fonda una nuova città, Alba Longa, sulla quale regnano i suoi discendenti. Molto tempo dopo il figlio e legittimo erede del re Proca di Alba Longa, Numitore, viene spodestato dal fratello Amulio, che ne costringe la figlia Rea Silvia a diventare vestale e a fare quindi voto di castità. Tuttavia il dio Marte s'invaghisce della fanciulla e la rende madre di due gemelli, Romolo e Remo. Il re Amulio ordina l'uccisione dei gemelli, ma il servo incaricato di eseguire l'assassinio non ne trova il coraggio e li abbandona alla corrente del fiume Tevere. La cesta nella quale i gemelli sono stati adagiati si arena sulla riva, presso la palude del Velabro tra Palatino e Campidoglio in un luogo chiamato Cermalus, dove si trovava il fico ruminale. Qui i due vengono trovati e allevati da una lupa (probabilmente una prostituta, all'epoca chiamata anche lupa, di cui si ritrova oggi traccia nella parola lupanare) e da un picchio (animale sacro per i Latini) che li protegge, entrambi animali sacri ad Ares. Li trova poi il pastore Faustolo (porcaro di Amulio) che insieme alla moglie Acca Larenzia li cresce come suoi figli. Una volta divenuti adulti e conosciuta la propria origine, Romolo e Remo fanno ritorno ad Alba Longa, uccidono Amulio e rimettono sul trono il nonno Numitore.

### Fondazione di Roma

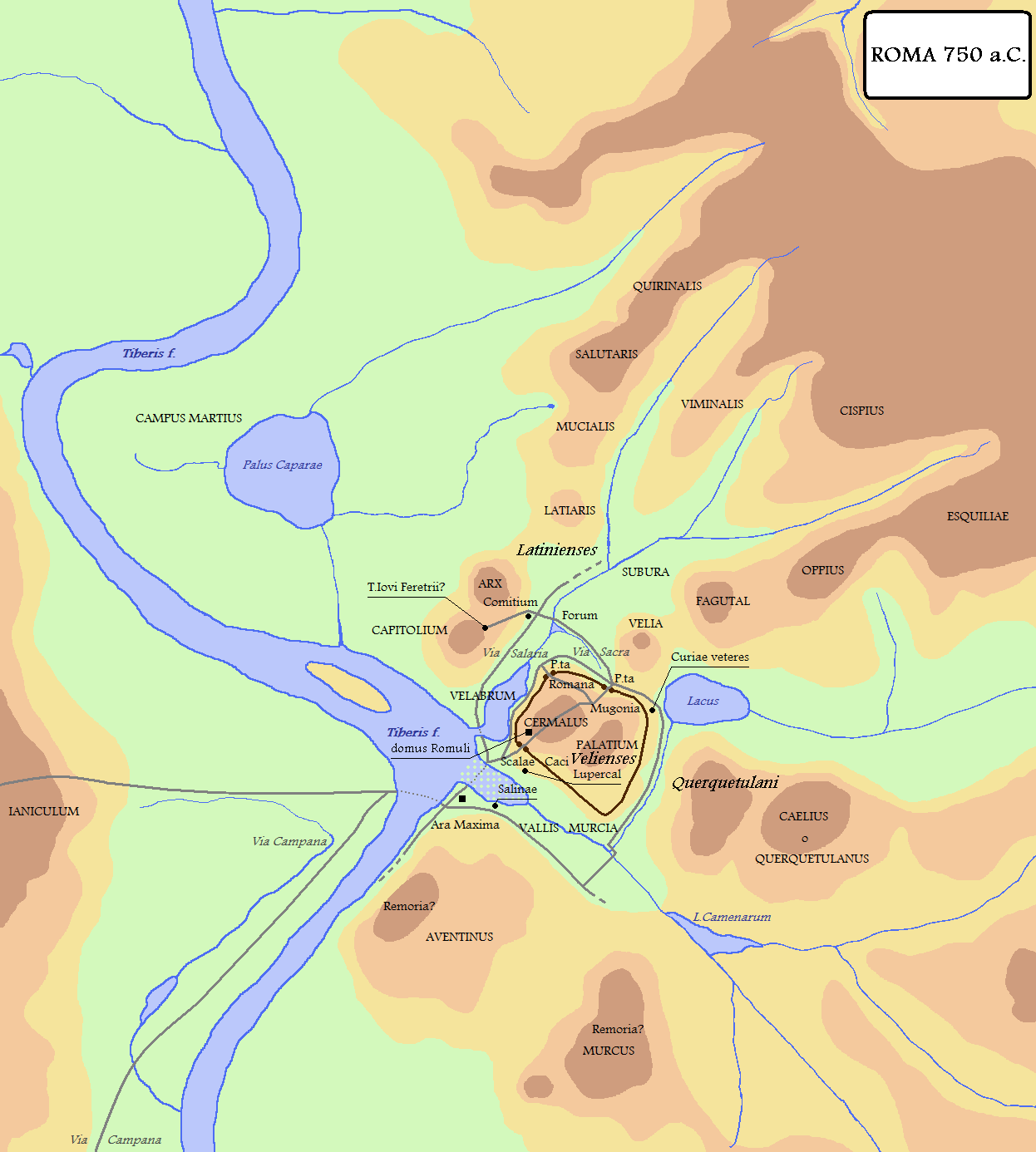
Roma attorno all'anno della sua fondazione, nel 753 a.C.

Romolo e Remo, non volendo abitare ad Alba Longa senza potervi regnare almeno fino a quando fosse stato in vita il nonno materno, ottengono il permesso di andare a fondare una nuova città, nel luogo dove erano cresciuti. Romolo vuole chiamarla Roma ed edificarla sul Palatino, mentre Remo la vuole battezzare Remoria e fondarla sull'Aventino. È lo stesso Livio che riferisce le due più accreditate versioni dei fatti:
(Livio, cit., I, 7 , Garzanti 1990, trad. di G. Reverdito)

### Regno (753 - 716 a.C.)
Plutarco narra che una volta seppellito il fratello Remo, morto nello scontro che precedette la fondazione della città, Romolo fece venire dall'Etruria esperti di leggi e testi sacri che gli spiegassero ogni aspetto del rituale da attuare. Fu scavata una fossa circolare attorno al Comizio e deposte offerte votive per ottenere il favore degli Dei. Romolo però aveva bisogno di più abitanti per popolare la nuova città, e così accolse pastori latini ed etruschi, alcuni anche d'oltre mare, Frigi affluiti sotto la guida del suo avo Enea, oltre ad Arcadi arrivati sotto quella di Evandro.
(Strabone, Geografia, V, 3,2.)
Ogni abitante portò una piccola zolla di terreno e la gettò, mischiata alle altre, nella fossa chiamata mundus, che costituiva proprio il centro della città. Fu poi tracciato il solco primigenius tutto intorno alla città, i cui confini ne rappresentavano il pomerium, racchiuso all'interno delle mura "sacre".
Quindi Romolo chiese al popolo quale forma di governo volesse per la città appena fondata, e questo rispose che avrebbe accettato Romolo come proprio re. Ma Romolo accettò la nomina solo dopo aver preso gli auspici favorevoli del volere degli dei, che si manifestò con un lampo che balenò da sinistra verso destra.

#### Dal ratto delle Sabine alle guerre di conquista nelLatium vetus
Romolo, divenuto unico re di Roma, decise per prima cosa di fortificare la nuova città, offrendo sacrifici agli dèi secondo il rito albano e dei Greci in onore di Ercole, così com'erano stati istituiti da Evandro; successivamente dotò la città del suo primo sistema di leggi e si circondò di 12 littori.
Con il tempo Roma andò ingrandendosi, tanto da apparire secondo Livio "così potente da poter rivaleggiare militarmente con qualunque popolo dei dintorni". Erano le donne che scarseggiavano. Questa grandezza era destinata a durare una sola generazione se i Romani non avessero trovato sufficienti mogli con cui procreare nuovi figli per la città, nonostante Romolo avesse proibito di esporre tutti i figli maschi e la prima tra le figlie, tranne che fossero nati con delle malformazioni.
(Livio, Ab Urbe condita libri, I, 9.)

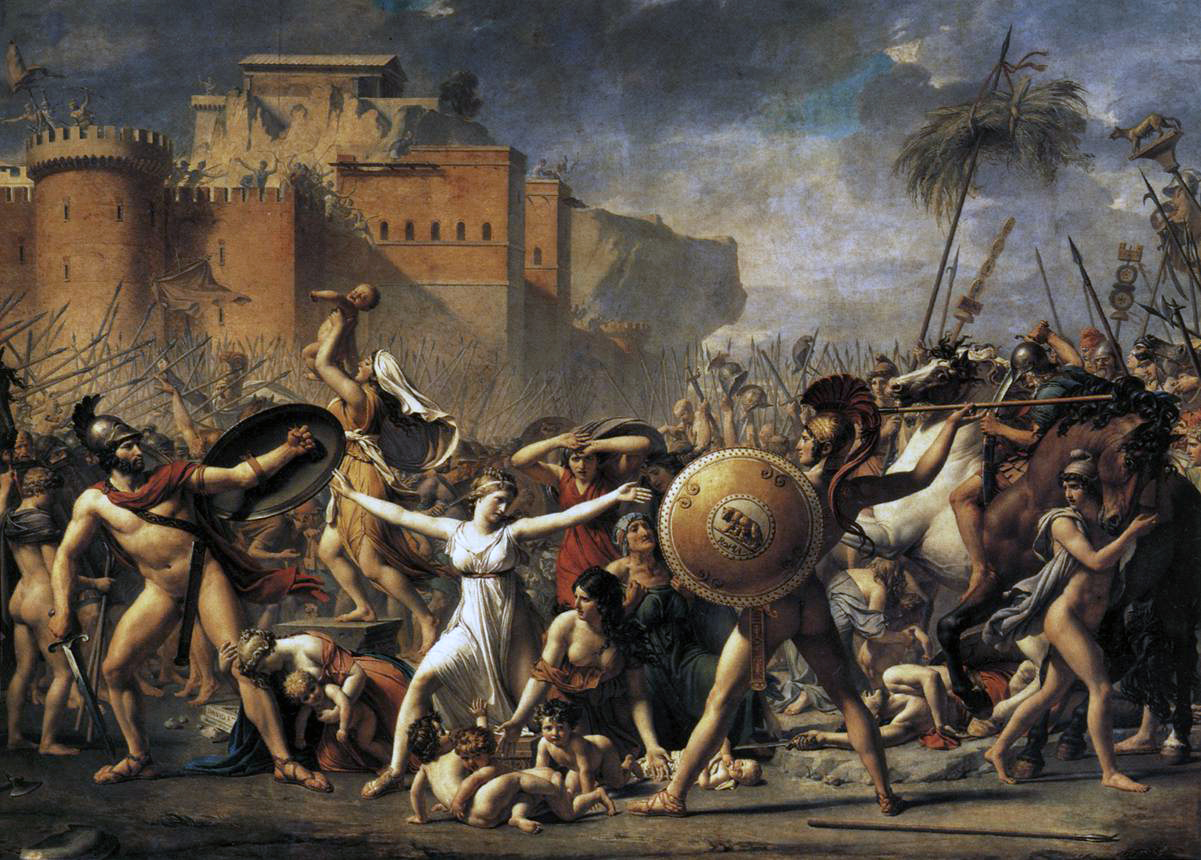
L'intercessione delle Sabine, olio su tela di Jacques-Louis David, 1795-1798, Parigi, Museo del Louvre

La gioventù romana non la prese di buon grado, tanto che la soluzione che andò prospettandosi fu quella di usare la forza. Romolo, infatti, decise di dissimulare il proprio risentimento e di allestire dei giochi solenni in onore di Nettuno equestre, che chiamò Consualia (secondo Floro erano dei ludi equestri) e che si celebravano ancora al tempo di Strabone. Quindi ordinò ai suoi di invitare allo spettacolo i popoli vicini: dai Ceninensi, agli Antemnati, Crustumini e Sabini, questi ultimi stanziati sul vicino colle Quirinale. L'obiettivo era quello di compiere un gigantesco rapimento delle loro donne proprio nel mezzo dello spettacolo. Arrivò moltissima gente, con figli e consorti, anche per il desiderio di vedere la città nuova.
(Livio, Ab Urbe condita libri, I, 9.)
Terminato lo spettacolo i genitori delle fanciulle scapparono, accusando i Romani di aver violato il patto di ospitalità. Romolo riuscì a placare gli animi delle fanciulle e, con l'andare del tempo, sembra che l'ira delle ragazze andò affievolendosi grazie alle attenzioni ed alla passione con cui i Romani le trattarono nei giorni successivi. Anche Romolo trovò moglie tra queste fanciulle: Ersilia. Da lei il fondatore della città, ebbe una figlia, di nome Prima ed un figlio, di nome Avilio.

Tutto ciò diede origine ad una serie di guerre successive. Dei popoli che avevano subito l'affronto furono i soli Ceninensi ad invadere i territori romani, ma furono battuti dalle schiere ordinate dei Romani. Il comandante nemico, un certo Acrone fu ucciso in duello dallo stesso Romolo, che ne spogliò il cadavere e offrì gli spolia opima a Giove Feretrio, fondando sul Campidoglio il primo tempio romano. Eliminato il comandante nemico, Romolo si diresse contro la loro città che cadde al primo assalto, trasferendone, poi, la cittadinanza a Roma e conferendole pari diritti a quelli dei Romani. Gli stessi Fasti trionfali celebrano per l'anno 752/751 a.C.:
(Fasti trionfali, 2 anni dalla fondazione di Roma)
Tale evento era, invece, avvenuto secondo Plutarco, basandosi su quanto raccontato a sua volta da Fabio Pittore, solo tre mesi dopo la fondazione di Roma (nel luglio del 753 a.C.).

Dopo la vittoria sui Ceninensi fu la volta degli Antemnati. La loro città fu presa d'assalto ed occupata, portando Romolo a celebrare una seconda ovatio. Ancora i Fasti trionfali ricordano sempre per l'anno 752/751 a.C.:
(Fasti trionfali, 2 anni dalla fondazione di Roma)
Rimaneva solo la città dei Crustumini, la cui resistenza durò ancora meno dei loro alleati. Portate a termine le operazioni militari, il nuovo re di Roma dispose che venissero inviati nei nuovi territori conquistati alcuni coloni, i quali andarono a popolare soprattutto la città di Crustumerium, che, rispetto alle altre, possedeva terreni più fertili. Contemporaneamente molte persone dei popoli sottomessi, in particolar modo i genitori ed i parenti delle donne rapite, vennero a stabilirsi a Roma.

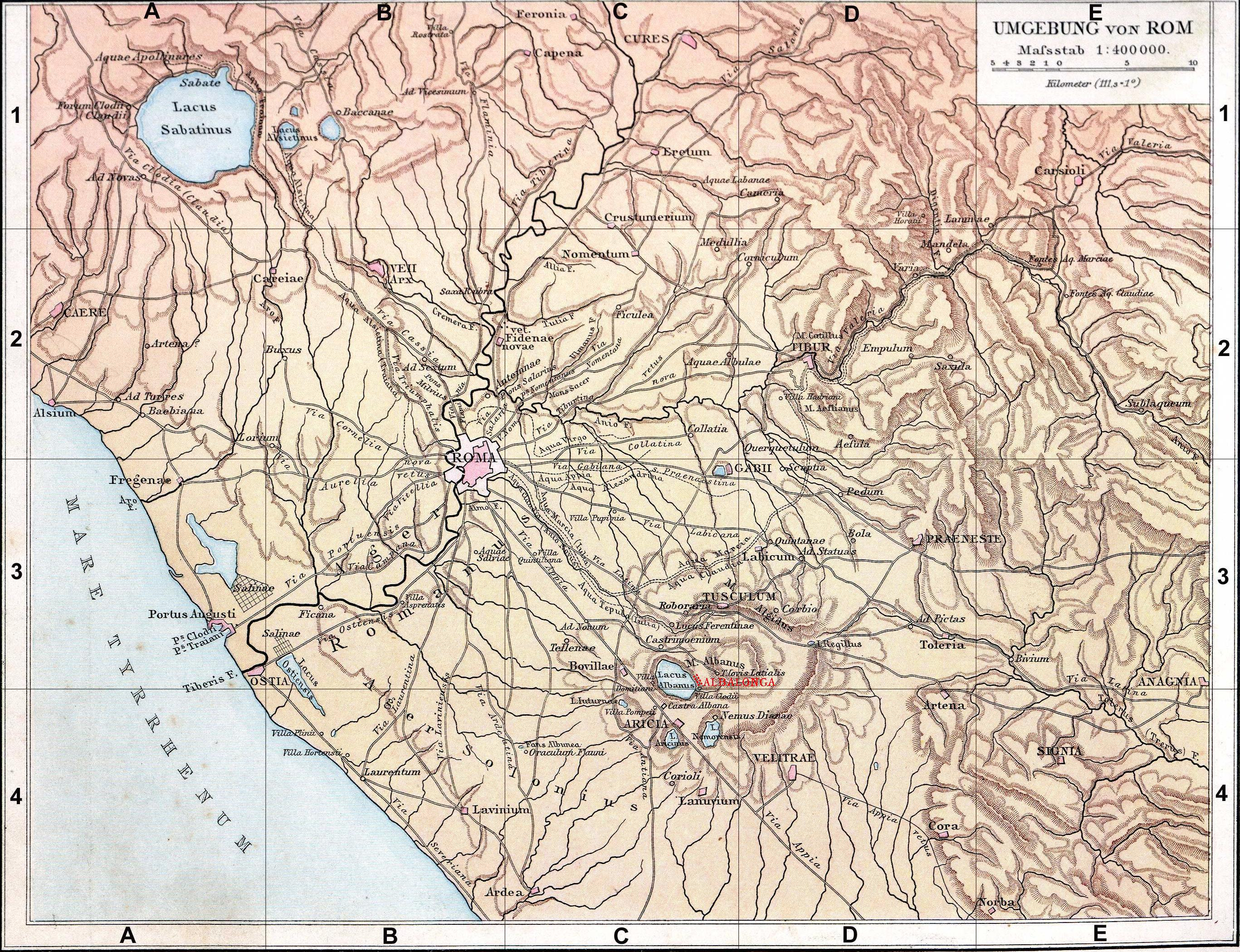
Il Latium vetus con le città elencate in questo capitolo di Caenina, Antemnae, Crustumerium, Medullia, Fidenae e Veio

L'ultimo attacco portato a Roma fu quello dei Sabini del Quirinale, nel corso del quale si racconta della vergine vestale, Tarpeia, figlia del comandante della rocca Spurio Tarpeio, la quale fu corrotta con dell'oro (i bracciali che vedeva rilucere alle braccia dei Sabini) da Tito Tazio e fece entrare nella cittadella fortificata sul Campidoglio un drappello di armati con l'inganno. L'occupazione dei Sabini della rocca, portò i due eserciti a schierarsi ai piedi dei due colli (Palatino e Campidoglio), dove più tardi sarebbe sorto il Foro romano, mentre i capi di entrambi gli schieramenti incitavano i propri soldati alla lotta: Mezio Curzio per i Sabini e Osto Ostilio per i Romani. Quest'ultimo cadde nel corso della battaglia che poco dopo si scatenò, costringendo le schiere romane a ripiegare presso la vecchia porta del Palatino. Romolo, invocando Giove e promettendo allo stesso in caso di vittoria un tempio a lui dedicato (nel Foro romano), si lanciò nel mezzo della battaglia riuscendo a contrattaccare e ad avere la meglio sulle schiere nemiche. Fu in questo momento che le donne sabine, che erano state rapite in precedenza dai Romani, si lanciarono in mezzo alla battaglia per dividere i contendenti e placarne la collera.
(Tito Livio, Ab Urbe condita libri, I, 13.)
(Plutarco, Vita di Romolo, 19, 1-3.)
Con questo gesto entrambi gli schieramenti si fermarono e decisero di collaborare, stipulando un trattato di pace, varando l'unione tra i due popoli con comunanza di potere e cittadinanza, associando i due regni (quello di Romolo e Tito Tazio), lasciando che la città dove ora era trasferito tutto il potere decisionale continuasse a chiamarsi Roma, anche se tutti i Romani furono chiamati Curiti (in ricordo della patria natia di Tito Tazio, che era Cures) per venire incontro ai Sabini. Contemporaneamente il vicino lago nei pressi dell'attuale Foro romano, fu chiamato in ricordo di quella battaglia e del comandante sabino scampato alla morte (Mezio Curzio), Lacus Curtius, mentre il luogo in cui si conclusero gli accordi tra le due popolazioni, fu chiamato Comitium, che deriva da comire per esprimere l'azione di incontrarsi.
Qualche anno dopo Tito Tazio fu ucciso a Lavinium e Romolo, che non reagì al fatto con alcuna azione militare, rimase unico regnante della città. Successivamente Romolo riuscì prima a conquistare Medullia, poi a battere Fidenae installandovi 2 500 coloni, a farsi amici ed alleati i prisci Latini, a battere gli abitanti di Cameria (sedici anni dopo la fondazione) ed infine a sconfiggere la potente città etrusca di Veio, sottraendole i territori dei Septem pagi (ad ovest dell'isola Tiberina) e delle Saline, in cambio di una tregua della durata di cento anni. Questa fu l'ultima guerra combattuta da Romolo.

#### Istituzioni

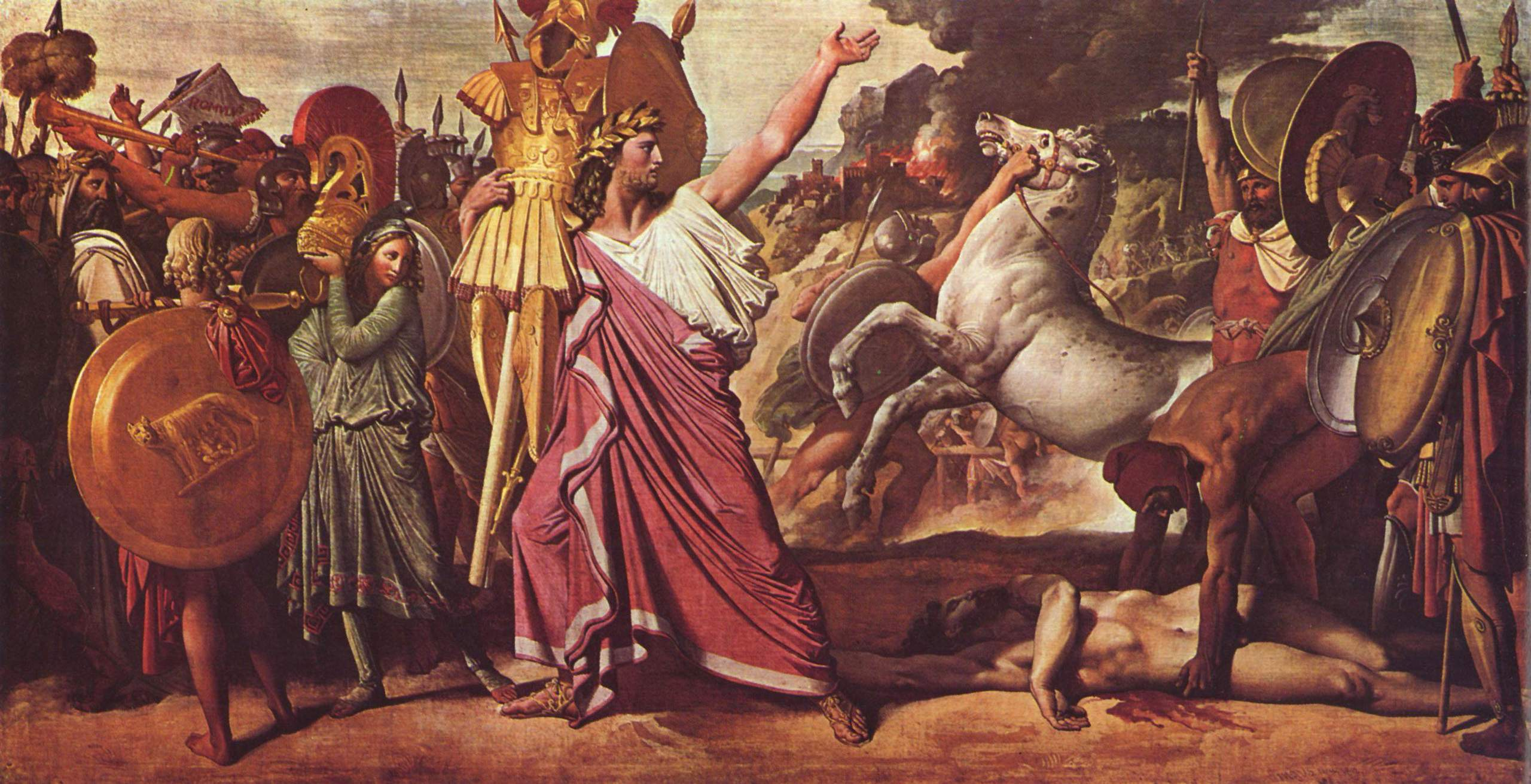
Romolo, uccisore di Acrone, porta le sue spoglie al tempio di Giove dipinto di Jean-Auguste-Dominique Ingres, 1812

Al regno di Romolo si attribuiscono i primi ordinamenti romani. Sembra, infatti, che per prima cosa organizzò l'esercito, sulla base della popolazione adatta alle armi. Successivamente istituì un'assemblea, formata da 100 Patres, mentre i loro discendenti furono chiamati patrizi, a cui diede il nome nella sua globalità di Senato (Senatus da senex per la loro anzianità).
A lui si attribuisce l'istituzione del diritto di asilo, a quanti erano stati banditi o fuggivano dalle città vicine; la circostanza si può ricollegare all'esigenza di popolare la città. Gli si attribuisce anche il fenomeno del patronato dei patrizi nei confronti dei plebei che gli facevano da garanti e protettori in cambio di favori conosciuto anche con il termine clientela.
Tito Livio racconta che in seguito alla pace stipulata con i Sabini di Tito Tazio (con il quale regnò in assoluta armonia, fino a quando quest'ultimo non fu assassinato a Lavinio cinque anni dopo l'inizio del loro regno congiunto), essendo raddoppiata la popolazione, non solo furono eletti altri 100 Patres tra i Sabini, e raddoppiati gli effettivi dell'esercito (ora composto da 6 000 fanti e 600 cavalieri), ma divise anche l'intero popolo in tre tribù: i Ramnes, i Tities ed i Luceres, a loro volta suddivisi in dieci curie ciascuna, attribuendo ad esse i nomi di trenta donne. Plutarco racconta che i due re, Romolo e Tazio, non tennero un consiglio comune tra loro, ma ognuno deliberava prima separatamente con i propri 100 Patres, e poi si radunavano tutti insieme in uno stesso luogo per deliberare.
Plutarco racconta che Romolo, inorgoglitosi dei successi conseguiti contro tutte le popolazioni limitrofe alla città di Roma, con grande arroganza abbandonò la precedente tendenza democratica, per sposare un modello di monarchia assoluta, opprimente ed intollerabile. Egli indossava un mantello purpureo e una toga bordata di porpora, dava udienza su di un trono, attorniato da alcuni giovani, chiamati celeres (una forma di guardia del corpo reale da lui creata), ed era preceduto da alcuni littori, che respingevano la folla con dei bastoni a difesa del rex. In effetti si tratterebbe di un'istituzione già presente nelle città etrusche, dalle quali fu probabilmente ripresa ed introdotta in Roma in epoca storica.
Si racconta, inoltre, che, quando il nonno Numitore morì, a Romolo spettasse il governo della città di Alba Longa, ma egli preferì affidarne l'amministrazione al popolo, attraverso un suo magistrato che eleggeva annualmente, "e così insegnò anche ai cittadini più potenti di Roma a desiderare di vivere in una città senza un rex, autonoma". Infatti a Roma, da quando Romolo aveva mutato il suo atteggiamento da democratico a dispotico, i cosiddetti patrizi, pur partecipando alla vita pubblica, portavano solo un "titolo" onorifico ed un prestigio apparente, riunendosi in Senato più per abitudine che per esprimere un parere. Di fatto tutti si limitavano ad obbedire agli ordini di Romolo, avendo un unico privilegio: quello di essere informati per primi sulle decisioni de re, rispetto alla moltitudine. Plutarco aggiunge che Romolo coprì di ridicolo il Senato, distribuendo personalmente ai soldati la terra conquistata in guerra e restituendo gli ostaggi ai Veienti, senza aver preventivamente consultato ed ottenuto l'assenso da parte dei senatori.

#### Prime forme di diritto privato romano
A Romolo si fa tradizionalmente risalire l'introduzione della proprietà terriera privata a Roma, con l'atto, legato alla fondazione della città, di attribuire ad ogni gens un heredium di terra, che sarebbe poi passato in proprietà agli eredi.
Romolo stabilì anche una legge secondo la quale una moglie non potesse lasciare il marito. Al contrario la donna poteva essere ripudiata se tentava di avvelenare i figli, di sostituire le chiavi di casa o in caso di adulterio. Nel caso in cui fosse stata ripudiata per altri motivi, il marito era tenuto a versarle una quota del suo patrimonio e ad offrirne una seconda al tempio di Demetra. Chi ripudiava la propria moglie era, infine, tenuto a sacrificare agli dei Inferi. Curioso che Romolo non stabilì alcuna pena contro i parricidi, ma definì parricidio tutte le forme di omicidio, come se il parricidio fosse un delitto impossibile da compiersi.

#### Festività e riti sacri
Sabini e Romani, una volta uniti sotto Tito Tazio e Romolo, parteciparono alle rispettive feste e riti sacri, senza eliminare nessuno di quelli che ciascun popolo aveva fino a quel momento celebrato singolarmente. Al contrario ne istituirono di nuovi, come i Matronalia, i Carmentalia ed i Lupercali. Romolo decise di accogliere i rituali dedicati ad Ercole, unico tra i riti non romani da lui accettati, e sempre a lui (o al suo successore, Numa Pompilio) è inoltre attribuita l'istituzione del culto del fuoco, con la creazione delle vergini sacre a sua custodia, chiamate Vestali.

#### Calendario romuleo
La tradizione afferma che Romolo avrebbe istituito per primo il Calendario romano (un calendario lunare con inizio alla luna piena di marzo, costituito da 10 mesi - 6 mesi di 30 giorni e 4 mesi di 31 giorni, per un totale di 304 giorni; i restanti 61 giorni di inverno non venivano assegnati ad alcun mese). Va altresì segnalato che altri storici come Eutropio, sostengono possa essere stato il suo successore Numa Pompilio. Questo fu un argomento molto dibattuto dagli storici del tempo (da Tito Livio a Dionigi d'Alicarnasso o Plutarco) poiché alcuni di loro affermavano trattarsi di un calendario piuttosto disordinato, dove i mesi variavano da 20 giorni a 35 giorni.

#### Morte, sepoltura e deificazione
Dopo trentotto anni di regno, secondo la tradizione (all'età di cinquantaquattro anni), Romolo venne assunto in cielo durante una tempesta ed un'eclissi, avvolto da una nube, mentre passava in rassegna l'esercito e parlava alle truppe vicino alla Palus Caprae in Campo Marzio. L'improvvisa scomparsa del loro fondatore fece sì che i Romani lo proclamassero dio (con il nome di Quirino, in onore del quale fu edificato un tempio sul colle, chiamato in seguito Quirinale), figlio di un dio (Marte), re e pater (padre) di Roma. Ancora ai tempi di Plutarco si celebravano molti riti nel giorno della sua scomparsa, avvenuta secondo tradizione il 5 o il 7 luglio del 716 a.C.
Sembra anche che, per dare maggiore credibilità all'accaduto, la tradizione racconta che riapparve al suo vecchio compagno albano Proculo Giulio, il più antico personaggio noto appartenente alla gens Iulia. 
(Tito Livio, Ab Urbe condita libri, I, 16.)
L'evidente somiglianza delle tradizioni, ha indotto alcuni storici a ritenere che questo racconto abbia ispirato quello relativo alla risurrezione di Gesù. Nella probabile realtà storica, invece, il primo re di Roma sarebbe morto assassinato dai Patres durante una seduta del consiglio regio al Volcanal (ovvero il tempio di Efesto nel Foro romano). Si racconta infatti che, a causa delle continue limitazioni che aveva posto al Senato, organo divenuto più che altro di facciata ad una forma di monarchia sempre più "assoluta", soprattutto dopo la morte di Tito Tazio, caddero sui suoi membri sospetti e calunnie. Il suo corpo sarebbe stato poi simbolicamente smembrato dai senatori, "a causa del suo carattere troppo duro" e le sue parti (divise tra gli stessi membri del Senato) sepolte nelle varie aree componenti il territorio della città.

## Dietro la leggenda: la realtà storico-archeologica
La reale esistenza di Romolo è stata lungamente discussa, ma secondo lo storico Theodor Mommsen sarebbe comprovata dalla presenza tra le gentes originarie di Roma (di cui parla Tito Livio) della gens Romilia, nota da iscrizioni, che è stata identificata con il clan familiare dei discendenti di Romolo, e che diede anche il proprio nome ad una delle più antiche Tribù territoriali. Se ne ha conferma da una glossa di Festo (la 331 nell'epitome di Paolo Diacono, edita da Lindsay), che riporta appunto l'esistenza di una tribù Romulia. Altri autori ritengono sia una creazione artificiale, fantasiosa quella di Romolo, pur riconoscendo nella stessa figura "leggendaria" la sintesi di elementi topografici, politici e religiosi realmente accaduti, a partire dalla tribù dei Romili oltre alla figura di Remo, identificabile con l'antico centro di Remoria nei pressi della Roma quadrata (sull'Aventino).
Secondo il linguista Carlo De Simone, i nomi di Roma e Romolo sarebbero collegati ed entrambi deriverebbero da un termine ricostruito in ruma, al quale la tradizione romana assegnava il significato di "mammella". Il termine sarebbe di origine etrusca, perché non ne è stato trovato l'etimo indoeuropeo (e l'unica lingua non-indoeuropea della zona era appunto l'etrusco). Il termine sarebbe entrato come prestito nel latino arcaico e avrebbe dato origine al toponimo Ruma (più tardi Roma) e ad un prenome Rume (in latino divenuto Romus), dal quale sarebbe derivato il gentilizio etrusco Rumel(e)na, divenuto in latino Romilius. Il Villar, invece, sostiene che il nome Roma fosse, molto probabilmente, il nome preindoeuropeo del Tevere trasferito alla città che esso bagnava, come accadeva frequentemente a quel tempo.
Secondo altre ipotesi (sempre più smentite dalle campagne archeologiche), i più antichi dei re di Roma sarebbero figure principalmente simboliche (in particolare sembrano complementari i primi due, Romolo e Numa Pompilio, che avrebbero introdotto le massime istituzioni politico-militari e religiose dello stato).
La reale esistenza della figura di Romolo come effettivo fondatore, primo legislatore e re-sacerdote, è stata rivalutata dall'archeologo Andrea Carandini, sulla base di moderni scavi condotti alle pendici del Palatino, che avrebbero portato al rinvenimento dell'area corrispondente alla vera Regia di Romolo, nonché dell'antico tracciato del pomerio. Ivi sono stati rinvenuti reperti fittili, resti di una palizzata e di un muro in tufo (derubricato come «muro di Romolo») databili con certezza al secolo VIII a.C., circostanza che darebbe conferma anche dell'esattezza cronologica delle fonti storiografiche latine sull'epoca della fondazione di Roma e della consistenza del suo rito di fondazione.
Inoltre, sulla base di una fonte letteraria, la scoperta del sito del lapis niger nel 1899 fu associata all'ipotesi di un possibile sito della tomba di Romolo o di un arcaico luogo di culto a lui dedicato.
A possibile conferma di quanto sopra, nel febbraio 2020 nella zona sottostante alla scalinata di accesso alla Curia è stato rinvenuto un cenotafio ipogeo databile al VI secolo a.c. dedicato al suo culto, contenente un sarcofago della lunghezza di circa 1,50 metri, che alcuni studiosi hanno ipotizzato possa essere stata la sua tomba, mentre altri hanno escluso tale possibilità.
Va osservato tuttavia che la lunghezza del sarcofago, (corrispondente in modo abbastanza preciso alla statura media degli uomini di quell'epoca) farebbe pensare ad una funzione di inumazione di un corpo integro, non delle sue parti.

## Antenati
|            |          |             | Genitori    |  |  | Nonni     |  |  | Bisnonni    |  |
|            |          |             |             |  |  | Dio Giove |  |  | Dio Saturno |  |
|            |          |             |             |  |  | Dio Giove |  |  | Dio Saturno |  |
|            |          | Dea Opi     |             |  |  | Dio Giove |  |  |             |  |
| Dio Marte  |          |             |             |  |  | Dio Giove |  |  |             |  |
|            |          | Dea Giunone | Dio Saturno |  |  |           |  |  |             |  |
|            |          | Dea Giunone | Dio Saturno |  |  |           |  |  |             |  |
|            |          | Dea Giunone | Dea Opi     |  |  |           |  |  |             |  |
| Romolo     |          | Dea Giunone |             |  |  |           |  |  |             |  |
|            | Numitore | Proca       |             |  |  |           |  |  |             |  |
|            | Numitore | Proca       |             |  |  |           |  |  |             |  |
|            | Numitore | …           |             |  |  |           |  |  |             |  |
| Rea Silvia | Numitore |             |             |  |  |           |  |  |             |  |
|            |          | …           | …           |  |  |           |  |  |             |  |
|            |          | …           | …           |  |  |           |  |  |             |  |
|            |          | …           | …           |  |  |           |  |  |             |  |
|            |          | …           |             |  |  |           |  |  |             |  |